# 向井承子
向井承子（むかい しょうこ、1939年1月4日- ）は、日本のノンフィクション作家。

## 略歴
東京都生まれ。北海道大学法学部卒業。北海道庁勤務後、婦人団体機関紙編集者などを経て、ノンフィクション・ライターとなり、医療を中心としたテーマを執筆。
1981年『女たちの同窓会 二十三年目のクラスメイトと女の現在』で第12回大宅壮一ノンフィクション賞候補、また1985年には『たたかいはいのち果てる日まで 医師中新井邦夫の愛の実践』で第7回講談社ノンフィクション賞候補となった。

## 著書
- 『女たちの同窓会 二十三年目のクラスメイトと女の現在』JICC出版局 1980　のちちくま文庫
- 『小児病棟の子どもたち』晶文社 1981
- 『大地の女たち』家の光協会 1982
- 『がんばれ、風太』フレーベル館 (いま、子どもたちは)1983
- 『たたかいはいのち果てる日まで 医師中新井邦夫の愛の実践』新潮社 1984　のちちくま文庫、エンパワメント研究所 2007
- 『漂流する家族』筑摩書房 1986
- 『病いの戦後史 体験としての医療から』筑摩書房 1990
- 『北大恵迪寮の男たち 60年安保から三十年』新潮社 1991
- 『看護婦の現場から』1993 講談社現代新書
- 『老親とともに生きる』晶文社 1993
- 『医療最前線の子どもたち』岩波書店 (今ここに生きる子ども)1997
- 『脳死移植はどこへ行く?』晶文社 2001
- 『患者追放 行き場を失う老人たち』筑摩書房 2003
- 『犬にみとられて』ポプラ社 2004

### 共編著
- 『お母さんの仕事お父さんの仕事』(毛利子来の親子塾) 編著 晶文社 1987
- 『NHK聞き書き庶民が生きた昭和 3』松山巖,井上雪,小栗康平, NHK取材班共著 日本放送出版協会 1990
- 『脳死と臓器移植 医療界の合意は成立したか』脳死・臓器移植を考えるシンポジウム実行委員会編 責任編集 1995 岩波ブックレット